# نومينون

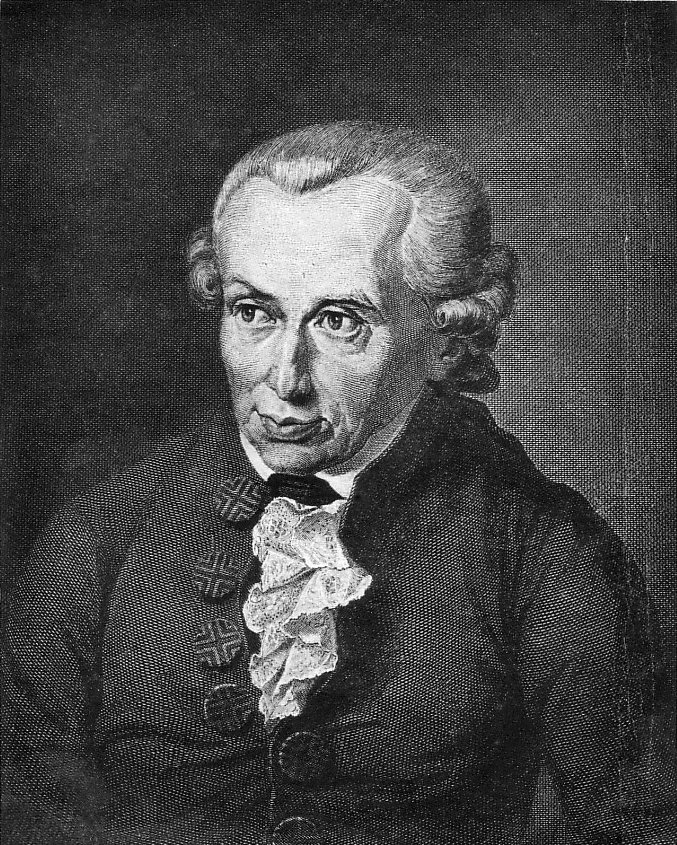

الباطنة أو النومينون (باللاتينية: noumenon) هو مصطلح فلسفي ويقصد به ويرادفه في الاستخدام الفلسفي الشيء في ذاته (بالإنكليزية: thing in itself وبالألمانية: Ding an sich). ومصطلح النومينون لم يكن شائعا حتى جاء به الفيلسوف الألماني إيمانويل كانت ثم أصبح مصطلح النومينون مرتبطا بالفلسفة الكانتية.
والمقصود بالشيء في ذاته هو الحقيقة الأساسية للشيء التي تكمن وراء الظواهر.
أصل كلمة نومينون هو أصل يوناني من كلمة (νοούμενoν) المشتقة من الفعل (νοέω) ومعنى هذه الكلمة هو أعتقد أو أعني. وجمع هذه الكلمة باللغة اليونانية هو (νοούμενα) وباللغة اللاتينية noumena.
في الفلسفة الكلاسيكية يعني مصطلح النومنون أي موضوع يعترض الفهم أو التساؤل أو المعرفة الإنسانية. وهو مفهوم قريب من مفهوم الموضوعية الفلسفية. التي تعنى بالموضوعات الواقعية لكن غير المحسوسة. على العكس من مفهوم الفينومنون.
يستخدم مصطلح نومينون بشكل عام كمصطلح مضاد وذا علاقة معاكسة مع مصطلح فينومينن (Phenomenon). ويقصد بمصطلح فينومينن: الظاهرة، أي ظواهر الأشياء أو الأشياء من الخارج أو المواضيع التي تتلقاها الحواس. والفينومنون هو أي شيء من الاشياء واي حدث من الحوادث مهما كان، لكن له شرط واحد هو ان هذا الشيء أو هذا الحدث سيتم استقباله من طريق الحواس.
اما النومنون فلا يمكن ان يكون شيئا أو حدثا واقعيا. النومينات هي اشياء أو احداث لا يمكن العلم بها عن طريق الحواس لانها مواضيع خيالية مستقلة عن كل حس. والنومنون يمكن ان يعد أيضا مضادا ومعكاسا لمفهوم الإدراك الحسي. وكذلك تعد طريقة التفكير بالنومنون نظيرا لطريقة التفكير بالفنومنون.
يمكن لهذه المرادفات وهذه التعريفات ان تكون اقرب إلى معرفة المقصود من مصطلح نومنون. مع العلم انها تقريبية لا غير:
- الشيء في ذاته: أي شيء أو حدث واقعي تكون خواصه بعيدة عن أي تجربة حسية.
- الحقيقة: أي حقيقة الاشياء سواء عرفت واكتشفت أو لم تكتشف بعد.

ومن النماذج لاستخدام هذا المصطلح، وقد يكون أشهر النماذج هو الفيلسوف إمانول كانت الذي استخدم مصطلح نومينون مرادفا لتعبير الشيء في ذاته.